# Lisa Augenthaler
Lisa Augenthaler (* 31. März 1990 in München) ist eine deutsche Schauspielerin und Hörfunkmoderatorin.

## Leben und Wirken
Lisa Augenthaler ist die Tochter von Klaus Augenthaler und dessen Ehefrau Monika.
Nach dem Abitur am Isar-Gymnasium besuchte Augenthaler die Neue Münchener Schauspielschule. Im Oktober 2013 schloss sie die Bühnenreifeprüfung ab. Danach machte sie ein Volontariat bei Energy München und übernahm dort ab 2018 die Moderation am Feierabend.
Im selben Jahr wechselte sie zu Antenne Bayern und leitete dort zunächst mit einem Kollegen die Sendung am Samstagvormittag, um dann 2019 wochentags die Moderation am späteren Morgen zu übernehmen.

## Filmographie (Auswahl)
- 2015: Sturm der Liebe
- 2015: De Überbliema oder Ois bleibt besser
- 2015: Utta Danella – Lügen haben schöne Beine
- 2017: Dahoam is Dahoam